# The Rat (Prison Break)
The Rat este al  episod al serialului de televiziune Prison Break, al  al sezonului 1.